# Anacleto José Pereira da Silva
Anacleto José Pereira da Silva (Portugal, 3 de janeiro de 1780 — Desterro, 31 de maio de 1849) foi um militar e político luso-brasileiro.
Comerciante, obteve patente régia de tenente da 2.a Cia. do 1.o Regimento de Milícias do Desterro (31 de agosto de 1818).
Foi membro do Conselho Geral da Província de Santa Catarina - 2ª legislatura, deputado à Assembleia Legislativa Provincial de Santa Catarina na 1ª legislatura (1835 — 1837), e na 3ª legislatura (1840 — 1841).